# Ultra (Sivas-album)
 For alternative betydninger, se Ultra. (Se også artikler, som begynder med Ultra)
Ultra er det andet album af den danske musiker Sivas efter Familie Før Para fra 2016. Albummet blev udgivet den 20. april 2018.

## Spor
| #  | Titel                                 | Længde |
| -- | ------------------------------------- | ------ |
| 1. | "Lang Historie Kort"                  | 2:01   |
| 2. | "Mine Unge Niños"                     | 2:22   |
| 3. | "Colombiana" (featuring Gilli)        | 3:18   |
| 4. | "Sensei" (featuring MellemFingaMuzik) | 3:10   |
| 5. | "Vejen"                               | 4:07   |
| 6. | "Sidste Timer"                        | 2:56   |
| 7. | "Ikk Sjovt"                           | 3:09   |
| 8. | "Havde Ikk Noget" (featuring Stepz)   | 2:33   |